# Mécanisme de Frank et Read

Animation illustrant le mécanisme de multiplication des dislocations.

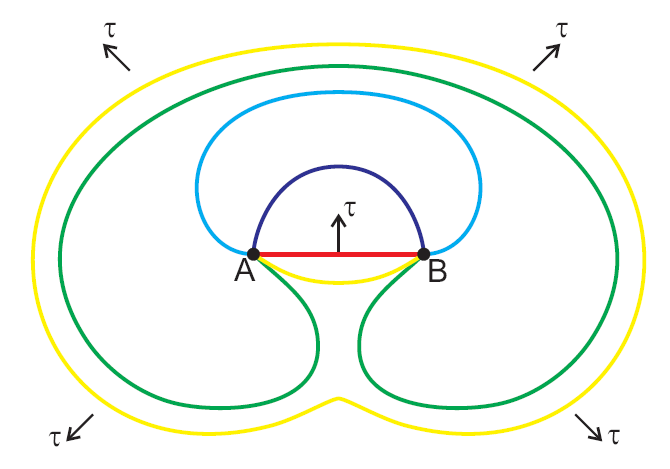
Étapes du processus.

Le mécanisme de Frank et Read, également appelé moulin de Frank-Read, est un mécanisme de multiplication de dislocations intervenant dans la déformation plastique. Il permet d'expliquer comment la déformation plastique est possible alors que les cristaux contiennent peu de dislocations après solidification, ainsi que le durcissement par écrouissage. Il a été proposé par les physiciens  Frederick Charles Frank (britannique) et William Thornton Read (américain).
1. Les dislocations sont épinglées (par des défauts ponctuels, des précipités ou d'autres dislocations normales au plan de mouvement) ;
2. Les parties épinglées restent fixes, les parties mobiles s'étendent autour de l'épinglage ;
3. Lorsque les parties mobiles se rejoignent, cela forme une boucle de dislocation qui bouge (s'étend) librement tandis que la partie épinglée recommence le cycle.